# Unterseeboot 856
L'Unterseeboot 856 (ou U-856) est un sous-marin allemand utilisé par la Kriegsmarine pendant la Seconde Guerre mondiale.

## Historique
Après sa période d'entraînement initial à Stettin en Poméranie au sein de la 4. Unterseebootsflottille jusqu'au 29 février 1944, l'U-856 est affecté à une formation de combat à la base sous-marine de Lorient dans la 2. Unterseebootsflottille.
L'U-856 coule le 7 avril 1944 dans l'Atlantique Nord  à l'Est de New York à la position géographique de 40° 18′ N, 62° 22′ O, par des charges de profondeur lancées par le destroyer américain USS Champlin ainsi que par le destroyer d'escorte américain USS Huse.
 
Dans cette attaque, vingt -sept membres d'équipage meurent et vingt-huit survivent.

## Affectations successives
- 4. Unterseebootsflottille du 19 août 1943 au 29 février 1944
- 2. Unterseebootsflottille du 1er mars 1943 au 7 avril 1944

## Commandement
- Oberleutnant zur See Friedrich Wittenberg du 19 août 1943 au 7 avril 1944

## Navires coulés
L'U-856 n'a ni endommagé, ni coulé de navire au cours de l'unique patrouille qu'il effectua.

## Sources
- U-856 sur Uboat.net